# Рябко, Кайл
Кайл Рябко (англ. Kyle Riabko; 29 сентября 1987 года) — канадский певец, актёр и композитор. Прежде чем прославиться ролями в Бродвейских постановках «Весеннее пробуждение» и «Волосы», Кайл выпустил дебютный альбом, а также участвовал в турне многих известных музыкантов — Би Би Кингом, Джеймсом Брауном, Джоном Мейером, Кэбом Мо, Бадди Гайем, Джейсоном Мразом и другими. Также снялся в нескольких фильмах и телесериалах, включая шоу «90210: Новое поколение».

## Личная жизнь
Кайл Рябко родился в городе Саскатун, Саскачеван. В данный момент проживает в Лос-Анджелесе.
В свободное время Кайл занимается благотворительность. В 2005 году он принял участие в мероприятии «Next Generation Rainforest Foundation Benefit» в поддержку коренных жителей стран. Также принял участие в «Song For Africa» в 2006 году по сбору средств в поддержку больных СПИДом жителей Африки.

## Музыкальная карьера
Рябко начал петь с 10 лет. В 12 он участвовал в туре по Восточной Канаде как участник проекта «Bluesway Express». В младших классах старшей школы он принимал участие в турах Дельты Гудрем, Джона Мейера, Бадди Гайя, Джейсона Мраза, Pussycat Dolls и других. В 2003 году Кайл подписал пятилетний контракт с лейблом Aware/Columbia Records.
Его полноценный альбом «Before I Speak» вышел 19 апреля 2005 года за несколько месяцев до окончания школы. Он сам написал каждую песню, попавшую в альбом. Кайл играет на гитаре, а в записи альбома принимали участие бывший ударник Принса, Майкл Бленд, и клавишник «Grapes Of Wrath», Винс Джонс. Также в записи вокала участвовал Лиз Фэр и Роберт Рендольф. Рябко выступил в качестве продюсера своего альбома вместе с Мэттом Уоллесом и Крисом Бёрком-Гаффни.
Большая часть записи проходил в студии «Sound City» в Лос-Анджелесе. Песни «Before I Speak» и «Doesn’t Get Much Better» были записаны в спальне Рябко в доме его родителей незадолго до подбора песен для альбома. Для альбома было выпущено три сингла «Carry On», «Do You Right» и «What Did I Get Myself Into». Перед выходом альбома, Рябко выпустил EP-альбом из шести треков, две из них не вошли в дебютный альбом «Estrogen» и «I Don’t Know».
В марте 2007 года Кайл выпускает следующий мини-альбом «The Duo EP: Volume 1» с шестью треками, записанный при участии Дилана Хермистона. По словам Кайл, он пытался найти более «глубокий и экспериментальный звук». В сентябре того же года Рябко присоединяется к Стивену Келлоггу и группе «The Sixers» в туре, заменяя второго гитариста Криса Сауси.
Кайл начинает сотрудничать с исполнителем «Boots Factor» из группы «The Sixers» в рамках проекта, получившего название «Trevor Jackson», выпущенном в виде цифрового альбома. В 2010 году дуэт выпустил второй альбом.
15 сентября 2008 году Кайл выпустил альбом «The Parkdale Sessions» — первый релиз звукозаписывающей компании Okbair Ltd, основанной Рябко. На альбоме разместились 10 треков, включая две композиции из мюзикла «Весеннее пробуждение».

## Карьера актёра
23 мая 2008 года Кайл заменил Джонатана Гроффа в Бродвейской постановке мюзикла «Весеннее пробуждение» в роли Мельхиора Габора. Актёр покинул Бродвей и присоединился к национальному туру 2 августа 2008. 28 июня 2009 актёр покинул постановку. В том же году выходит телевизионный документальный фильм «Kyle Riabko: The Lead», снятый Джеффом Ньюманом и рассказывающем о путешествии Рябко из Торонто в Нью-Йорк во время участия в «Весеннем пробуждении». В 2009 году Рябко заменил Гевина Крила в новой постановке мюзикла «Волосы», победителя премии «Тони-2009». Выступления начались 9 марта 2010 года. Вскоре актёр подписал годовой контракт продюсерами мюзикла.
Более широкую известность Рябко получил сыграв школьника-гея Йена в молодёжном телесериале «90210: Новое поколение», где его партнёром стал Тревор Донован, сыгравший противоречивого персонажа Тэдди Монтгомери.

## Дискография
Альбомы:
- 2008: «The Parkdale Sessions»
- 2008: «Song For Amanda: The EP» (только Digital-версия)
- 2007: «The Duo EP: Volume One»
- 2005: «Before I Speak»
- 2004: «The EP» (2004)

Синглы:
- 2004: «Carry On»

## Фильмография

### Кино
| Кино | Кино                     | Кино                  | Кино               | Кино                   |
| Год  | Название                 | В оригинале           | Роль               | Примечания             |
| ---- | ------------------------ | --------------------- | ------------------ | ---------------------- |
| 2009 | Кайл Рябко: Главная роль | Kyle Riabko: The Lead | Играет самого себя | документальный фильм   |
| 2010 | Восходящие звёзды        | Rising Stars          | Шанс               | полнометражный фильм   |
| 2011 | Место на скамейке        | Bench Seat            | Парень             | короткометражный фильм |

### Телевидение
| Телевидение | Телевидение            | Телевидение   | Телевидение  | Телевидение         |
| Год         | Название               | В оригинале   | Роль         | Примечания          |
| ----------- | ---------------------- | ------------- | ------------ | ------------------- |
| 2008        | Настоящая звезда       | Instant Star  | Майло Киган  | 4 эпизода           |
| 2009        | В центре внимания      | Limelight     | Эдди         | телевизионный фильм |
| 2010-2011   | 90210: Новое поколение | 90210         | Йен          | 9 эпизодов          |
| 2010        | Правдивое кино         | Cinema Verite | Джеки Кёртис | телевизионный фильм |